# Podlasie Południowe

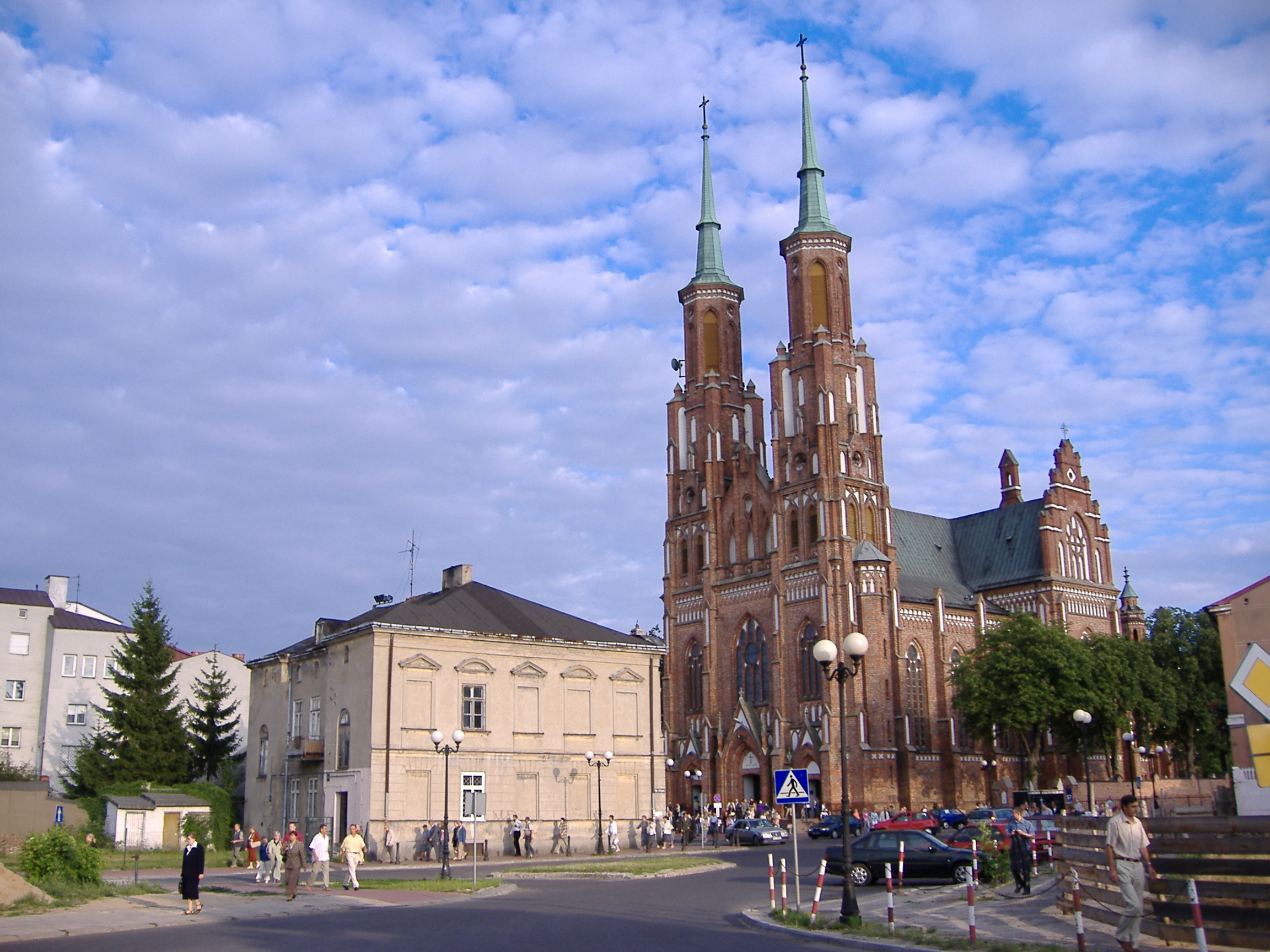
Katedra pw. Niepokalanego Poczęcia NMP w Siedlcach – głównym mieście Podlasia Południowego

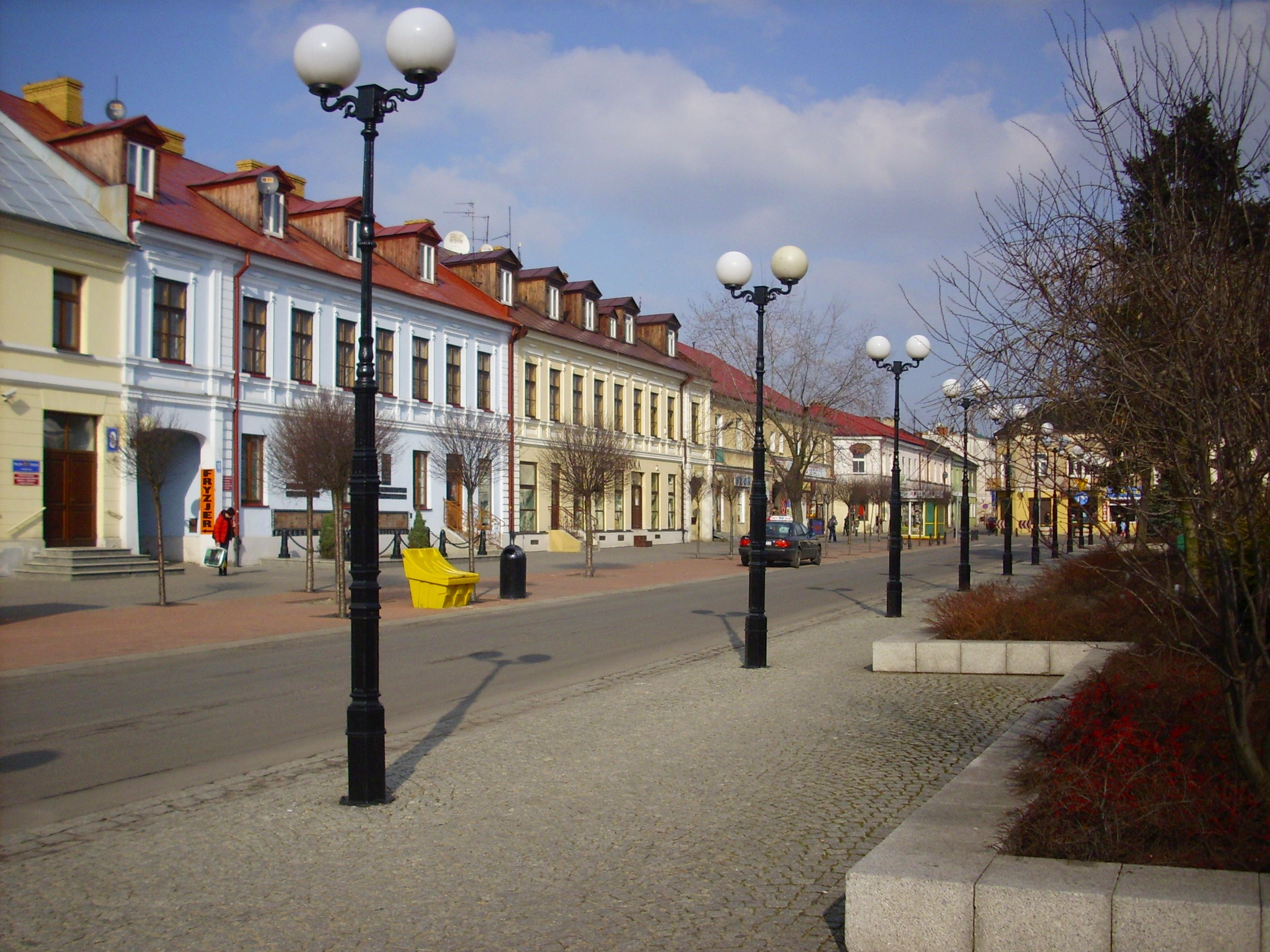
Przyrynkowe domy w Białej Podlaskiej

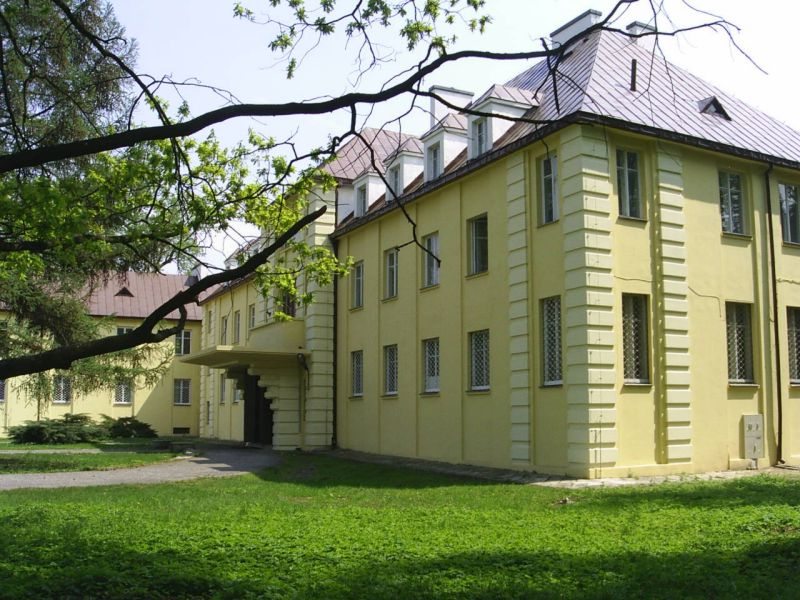
Pałac Potockich w Międzyrzecu Podlaskim

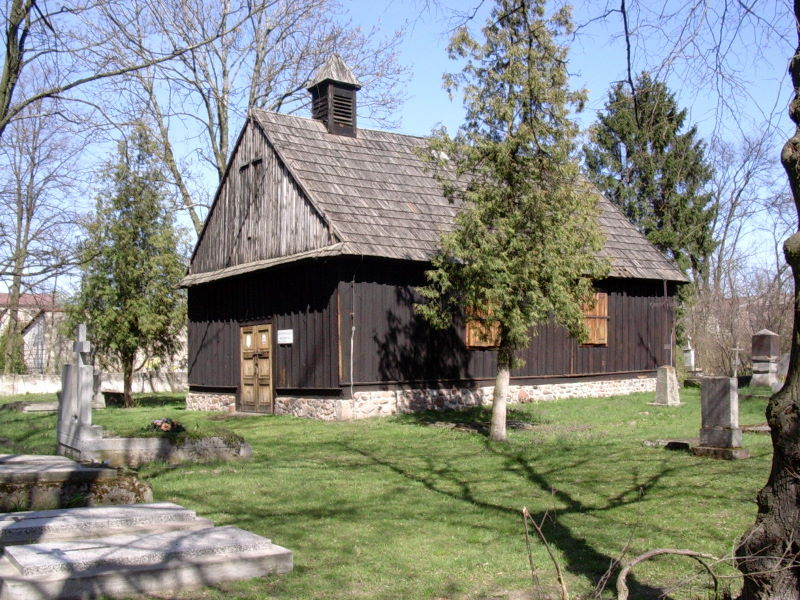
Drewniany kościół luterański w Węgrowie

Podlasie Południowe, zwane Podlasiem, rzadziej Podlasiem Lubelskim – powstały w XIX wieku region administracyjny położony w środkowowschodniej części Polski, między Wisłą, dolnym Wieprzem i Tyśmienicą a środkowym i dolnym Bugiem, jednoczący ziemie zróżnicowane etnograficznie i historycznie. Jego głównym miastem są Siedlce.
Obszar Podlasia Południowego zasadniczo pokrywa się z terytorium departamentu siedleckiego w Księstwie Warszawskim, przekształconego w 1816 roku na województwo podlaskie (a później na gubernię siedlecką) w ramach Królestwa Kongresowego. Zmiana nazwy jednostki z „siedleckie” na „podlaskie” z siedzibą w Siedlcach miało podobny charakter, jak w przypadku departamentu krakowskiego, który utracił Kraków (na mocy kongresu wiedeńskiego) i przeniósł swą siedzibę do Miechowa, a następnie do Kielc, jednak jednostka (już województwo) dalej nosiła nazwę „krakowskie”. W przypadku Siedlec (a także Łukowa) sztucznie nadana tożsamość podlaska zdołała się zadomowić na stałe – na tyle, że miasto jest obecnie często postrzegane jako stolica Podlasia. Stąd też nazwa Podlasie jest często używana w Siedlcach (historycznie położonych na północnych rubieżach Małopolski, u zbiegu granic Mazowsza i właściwego Podlasia) jako synonim dużego regionu siedleckiego, zwłaszcza diecezji siedleckiej, czyli „podlaskiej”.
Inny zakres ma nazwa Południowe Podlasie, które raczej odpowiada zasięgowi byłego województwa bialskopodlaskiego (przykład użycia: Muzeum Południowego Podlasia w Białej Podlaskiej). Określnik po nazwie Podlasie stał się niezbędny szczególnie wraz z utworzeniem po północnej stronie Bugu województwa podlaskiego, zwanego teraz potocznie Podlasiem, a dawniej Białostocczyzną.
We wcześniejszym okresie, przed utworzeniem województwa podlaskiego (ze stolicą w Drohiczynie) w prowincji Korony Polskiej, południowe Podlasie nie sięgało do Wisły i Wieprza, natomiast w jego skład wchodziła ziemia brzeska.
Współcześnie Podlasie Południowe jako kraina, podzielone jest między dwa województwa: lubelskie (z Białą Podlaską) i mazowieckie (z Siedlcami).

## Zróżnicowanie fizycznogeograficzne
Podlasie Południowe leży na pograniczu dwóch dużych jednostek regionalizacji fizycznogeograficznej Europy. Północna i zachodnia jego część, makroregion Nizina Południowopodlaska, znajduje się w granicach prowincji Niż Środkowoeuropejski megaregionu Pozaalpejskiej Europy Środkowej, natomiast część południowo-wschodnia, Polesie Zachodnie – w granicach prowincji Polesie należącej do megaregionu Niżu Wschodnioeuropejskiego. W części północnej przeważa krajobraz nizin falistych, zaś w południowej – równinnych. Część wschodnia posiada klimat umiarkowany ciepły przejściowy o cechach bardziej kontynentalnych niż w Dolinie Środkowej Wisły.
Podlasie Południowe nie jest krainą geograficzną, bowiem dzielą je zasadnicze granice fizycznogeograficzne.

## Zasięg krainy
Zasięg Podlasia Południowego nie jest ściśle określony. Jeśli za kryterium jego granic przyjąć dawny zasięg departamentu siedleckiego (później województwa podlaskiego, guberni podlaskiej i guberni siedleckiej), to obejmuje ono z grubsza:
- w województwie lubelskim – powiaty: bialski, łukowski, parczewski, radzyński (bez gminy Czemierniki), rycki (bez Dęblina) i włodawski, dodatkowo okolice Kocka i Ostrowa Lubelskiego (powiat lubartowski)
- w województwie mazowieckim – powiaty: garwoliński, siedlecki (powiaty na południe od Liwca), dodatkowo gminy Osieck i Sobienie-Jeziory (powiat otwocki)

## Ważniejsze miejscowości
Zestawiono tu miasta i dawne miasteczka według liczby mieszkańców z ostatnich lat. Ogromna większość tych miejscowości utraciła prawa miejskie po powstaniu styczniowym i nie odzyskała ich do dziś. Nazwy obecnych miast powiatowych wyróżniono znakiem „★”, nazwy pozostałych miast znakiem „☆”.
| - Siedlce ★ - Biała Podlaska ★ - Łuków ★ - Sokołów Podlaski ★ - Międzyrzec Podlaski ☆ - Garwolin ★ - Radzyń Podlaski ★ - Włodawa ★ - Węgrów ★ - Parczew ★ - Ryki ★ - Łosice ★ - Łochów ☆ - Terespol ☆ - Łaskarzew ☆ | - Pilawa ☆ - Żelechów ☆ - Kock ☆ - Stoczek Łukowski ☆ - Sławatycze - Ostrów Lubelski ☆ - Janów Podlaski - Kosów Lacki ☆ - Adamów - Piszczac ☆ - Stężyca - Kodeń - Zbuczyn - Okrzeja - Łomazy | - Mokobody - Wisznice - Mordy ☆ - Konstantynów - Latowicz ☆ - Maciejowice ☆ - Miedzna - Wilga - Komarówka Podlaska - Sarnaki - Parysów - Wojcieszków - Serokomla - Orchówek - Hańsk Pierwszy - Różanka | - Liw - Osieck ☆ - Leśna Podlaska - Horodyszcze - Sterdyń - Jeziorzany - Seroczyn - Hanna - Sosnowica - Miastków Kościelny - Nowodwór - Tuchowicz - Borowie - Drążgów - Dokudów |

Wsie gminne, które nie były dotychczas miastami
- Stanin
- Platerów
- Krzywda
- Korczew
- Przesmyki

i inne